# بیمارستان پورسینا رشت
بیمارستان پورسینا واقع در شهر رشت بیمارستانی است آموزشی و درمانی وابسته به دانشگاه علوم پزشکی گیلان با ۲۸۱ تخت ثابت که در سال ۱۲۸۴ خورشیدی تأسیس گردید.
هم اکنون این بیمارستان دارای بخش‌های اتاق عمل، اورژانس، داخلی، داخلی اعصاب (نورولوژی)، تروما، ICUG، ارتوپدی زنان، ارتوپدی مردان، جراحی، جراحی مغز و اعصاب، NICU، جراحی مغز و اعصاب الکتیو، جراحی ترمیمی، جراحی عروق، جراحی اطفال، گوارش، جراحی عمومی می‌باشد.